# David Jacobs (Leichtathlet)
David Jacobs (* 30. April 1888 in Cardiff, Wales; † 6. Juni 1976 in Llandudno, Wales) war ein britischer Sprinter und Olympiasieger.

## Sportliche Laufbahn
Bei den Olympischen Spielen 1912 in Stockholm nahm er sowohl am 100- sowie am 200-Meter-Lauf teil, schied aber jeweils im Halbfinale aus. In der 4-mal-100-Meter-Staffel gewann er jedoch die Goldmedaille, zusammen mit seinen Mannschaftskollegen Henry Macintosh, Victor d’Arcy und Willie Applegarth. Das Team des Vereinigten Königreichs von Großbritannien und Irland profitierte sowohl im Halbfinale wie auch im Finale von Wechselfehlern der schärfsten Konkurrenten, den Vereinigten Staaten und Deutschland.
David Jacobs war Mitglied des Herne Hill Harriers Athletic Club.